# جيرسون كوردوبا
جيرسون كوردوبا (بالإسبانية: Jherson Córdoba) هو لاعب كرة قدم كولومبي في مركز الوسط، ولد في 9 فبراير 1988 في أبارتادو في كولومبيا. شارك مع منتخب كولومبيا لكرة القدم. أما مع النوادي، فقد لعب مع أتلتيكو ناسيونال وأتليتيكو رافائيلا وسانتياغو واندررز ونادي تشياباس ونادي سان لويس.

## وصلات خارجية
- جيرسون كوردوبا على موقع ناشيونال فوتبول تيمز (الإنجليزية)
- جيرسون كوردوبا على موقع Soccerway.com (الإنجليزية)
- جيرسون كوردوبا على موقع عالم كرة القدم.نت (الإنجليزية)
- جيرسون كوردوبا على موقع AS.com (الإسبانية)